# Дом Врачарске штедионице
Дом Врачарске штедионице налази се у Београду, у градској општини Стари град, улици краља Милана 9. Објекат је саграђен 1906. године по пројекту архитекте Данила Владисављевића, уз сарадњу инжењера Милоша Савчића и представља споменик културе.

## Архитектура
Објекат је конципиран као доминантан угаони објекат са подрумом, приземљем и два спрата. Развијене уличне фасаде рашчлањене су подеоним венцима и обликоване у традицији европског академизма, са очигледним утицајем ренесансе и барока немачког порекла. У приземљу дуж фасаде, сокл је рустично третиран, налик на градњу блоковима, док је цела фасада израђена од вештачког камена и украшена нутнама. Изнад приземља се налазе портали и улаз у објекат од храста, као и ритмично распоређени прозори са наглашени троугаоним тимпанонима, пиластерима и декоративном пластиком, који доприносе динамичности фасаде. Посебан акценат дат је угаоном, благо заобљеном делу који фланкирају терасе у нивоу првог и другог спрата и над којим се уздиже купола на високом тамбуру. Наглашен је кровни венац који носи балустрирану атику као завршни декоративни елемент грађевине.
Дом Врачарске штедионице је од културно-историјске, архитектонске и урбанистичке вредности. Зграда представља значајно дело архитекте Данила Владисављевића уз сарадњу инжењера Милоша Савчића. Изградња објекта значајно је утицала на развој архитектуре Београда крајем 19. и почетком 20. века.